# Eperon d'Or

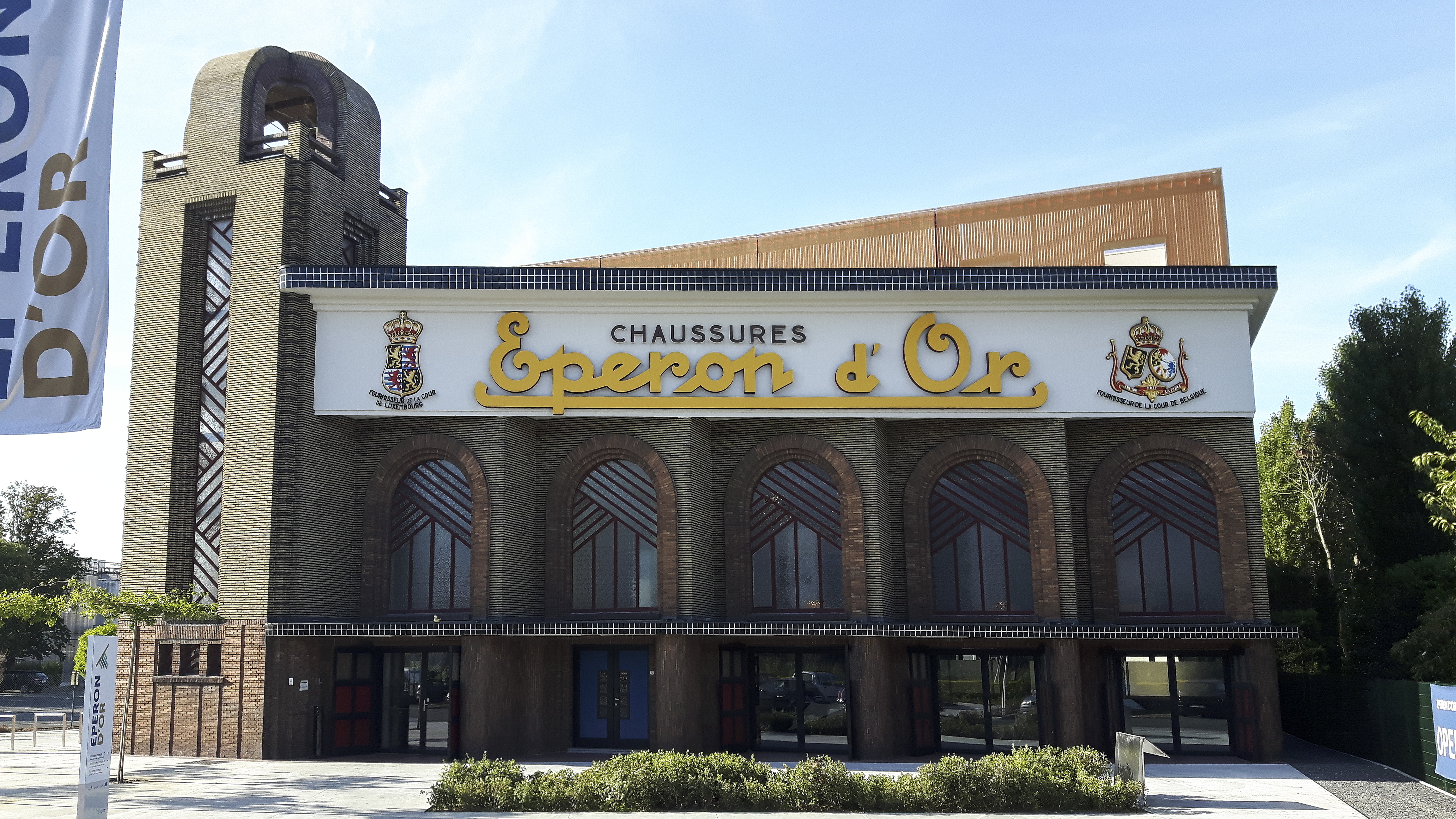
Eperon d'Or na renovatie

Eperon d'Or is een voormalige schoenfabriek in Izegem en is momenteel in gebruik als industriële erfgoedsite. Het museum herbergt de schoenen- en borstelcollecties van de stad Izegem en daarnaast ook een streekbezoekerscentrum. Het voorgebouw staat op de Inventaris van het Bouwkundig Erfgoed en is beschermd als monument sinds 1999, de achterliggende fabriekspanden staan sinds 2009 op de lijst.

## Geschiedenis
De voormalige schoenfabriek werd opgericht in 1863 door Emiel Vandommele, leerling van Eduard Dierick. Na vele omzwervingen doorheen Izegem komen ze in 1909 terecht in de Prins Albertlaan en wordt de fabriek gekend onder de naam Eperon d'Or. 
Tot aan de Tweede Wereldoorlog werden de schoenen met de hand gemaakt. Daarna was een deel machinaal. Bij de definitieve sluiting in 1968 werden nog steeds enkele modellen handgemaakt. 
Het voorgebouw werd in 1999 beschermd als monument en in 2005 door de Stad Izegem aangekocht. In 2007 werd de gunning opgestart voor een volledige renovatie van het gebouw. De musea openden uiteindelijk definitief in juni 2017 na een tijdelijke opening van het voorgebouw in 2016.

## Gebouw

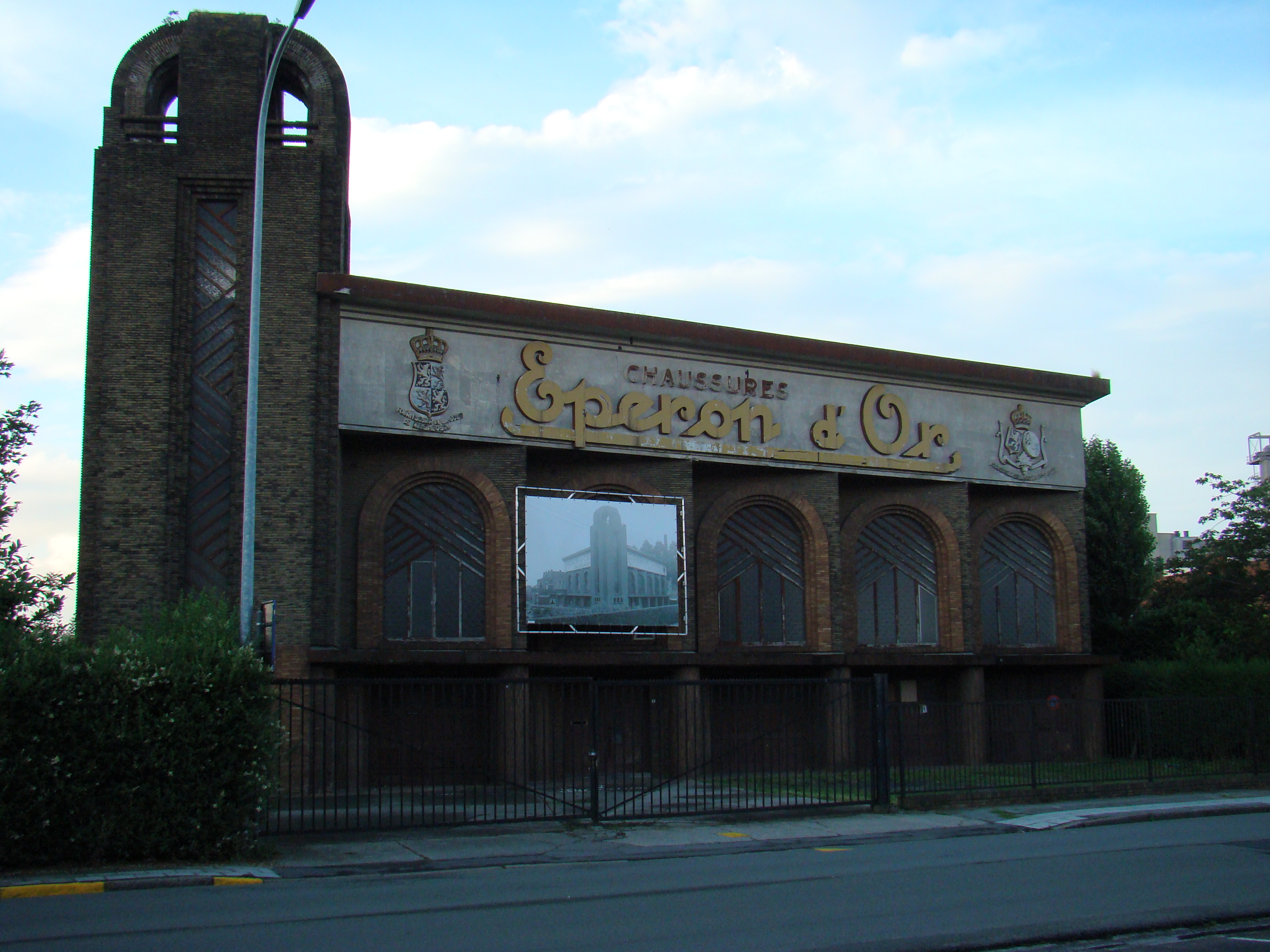
voor renovatie

Het art-deco-voorgebouw dateert van rond 1930 en is ontworpen door Charles Laloo uit Izegem. Dit voorgebouw werd pas later voor de reeds bestaande fabriekshallen geplaatst. Het diende als kantoorruimte en bestaat uit een met bakstenen afgewerkt betonskelet. Opvallend aan de voorgevel uit twee bouwlagen is de trapsgewijze plaatsing van de raamvolumes op de eerste verdieping. Het gelijkvloers omvat garagepoorten. De toren op de hoek omvat de traphal en wordt gekenmerkt door een open koepel en verticale lichtstraten. 
In het voorgebouw is de originele art-deco-aankleding vrij gaaf bewaard gebleven. De oorspronkelijke kleurenschema's van de granitovloeren, wandbeschilderingen en raampartijen zijn in 2015 met zorg gerestaureerd.
Naast het logo (Chaussures Eperon d'Or) op de voorgevel staan de wapenschilden van België en Luxemburg met eronder de respectievelijke vermeldingen Fournisseur de la Cour de Belgique en Fournisseur de la Cour de Luxembourg. De fabriek was immers hofleverancier voor beide koningshuizen.